# ToneLoc
ToneLoc fue un programa popular desarrollado para MS-DOS que permitía realizar un escaneo de número telefónicos conectados a un módem (o más conocido como war dialing). Fue escrito a mediados de la década de 1990 por dos programadores conocidos por sus nick Minor Threat y Mucho Maas. El nombre ToneLoc deriva de las palabras "Tone Locator", también siendo un juego de palabras en el nombre de un rapero conocido como Tone Lōc. La utilidad fue creada con el propósito de escanear los tonos de marcados o tonos de módem para encontrar PBX, tonos de larga distancia u otros módems.
El 17 de abril de 2005, el código fuente de ToneLoc fue liberado.